# Kużorskaja
Kużorskaja (ros. Кужорская) – stanica w Rosji, w Adygei, w rejonie majkopskim. W 2010 liczyła 3531 mieszkańców.

## Urodzeni
- Iwan Siedin – radziecki działacz partyjny i państwowy.